# Grande Prêmio de Singapura de 2012
O Grande Prêmio de Singapura de 2012  foi a décima quarta corrida da temporada de 2012 da Fórmula 1. A prova foi disputada no dia 23 de setembro no Singapore Street Circuit, em Marina Bay, Singapura.
No sabádo o inglês Lewis Hamilton conquistou a pole position. Pastor Maldonado e Sebastian Vettel ficaram com a segunda e a terceira posição respectivamente. Na corrida, Hamilton estava liderando a prova com três segundos de vantagem sobre o segundo colocado, o alemão Vettel. Mas na 12ª volta o carro do inglês quebrou e ele teve que abandonar. Com isso Vettel se tornou líder da prova e seguiu até o final na primeira posição, conquistando a segunda vitória no campeonato. Jenson Button e Fernando Alonso completaram o pódio.

## Relatório

### Classificatório
Q1 — primeira parte

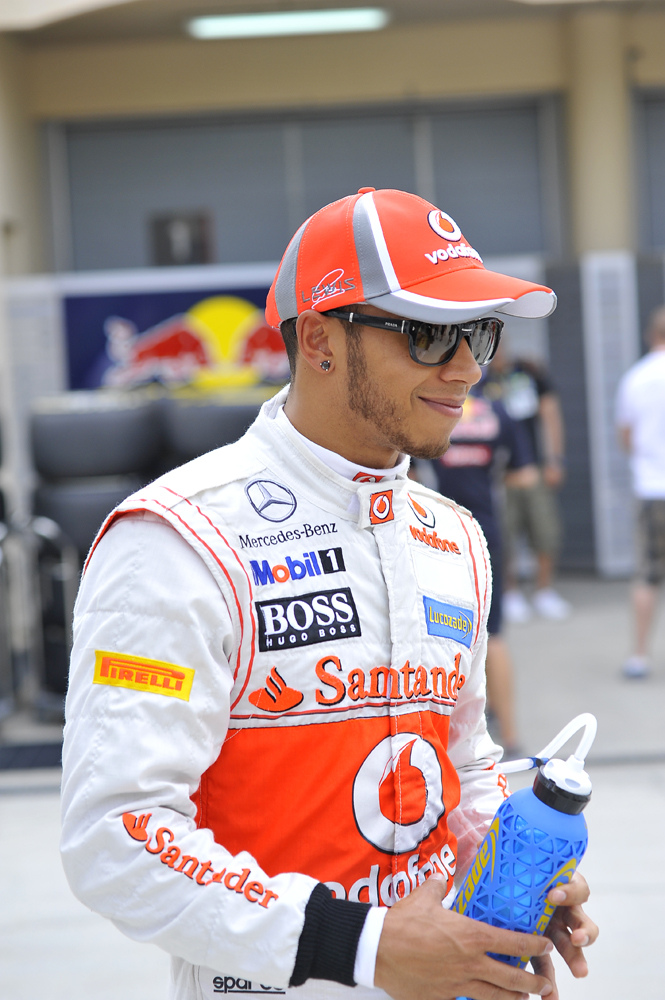
Hamilton foi o pole position.

O treino teve início no horário previsto com tempo seco. Aos poucos, os carros foram para a pista. Alonso foi o primeiro entre os pilotos líderes do campeonato a liderar a sessão, com 1m49s511mil. Na metade do treino ele foi superado por Rosberg e também por Maldonado. Os carros da McLaren tiveram problemas com as zebras e com escapadas e demoraram para encostar nos líderes.
Quando faltavam sete minutos para o final do Q1, Hamilton assumiu a liderança ao ser mais de um segundo mais rápido que Alonso. Ele marcou o tempo de 1m48s285mil e teve Button na segunda posição, mesmo sem um grande tempo, tanto que Webber e depois Vettel assumiram o segundo lugar. Vettel ficou há apenas 2 milésimos do tempo de Hamilton.
Na reta final do treino, quando os pilotos começaram a utilizar os pneus super macios, o finlandês Raikkonen fez a melhor volta do dia, porém na sequência foi superado por Di Resta e Grosjean. A disputa para não ser eliminado tinha Ricciardo e Vergne, que melhoraram suas marcas. Kobayashi caiu para 18º enquanto estava nos boxes e foi eliminado. Além dele, foram eliminados também Petrov, Pic, Kovalainen, Glock, Karthikeyan e De la Rosa. O mais veloz foi o francês Grosjean com o tempo de 1m47s688mil.
Q2 — segunda parte
Iniciado o Q2, Alonso e Massa foram os dois primeiros a liderar a sessão, seguidos por Rosberg e Raikkonen já usando pneus super macios. Logo eles perderam suas posições para Webber e Vettel. Alonso conseguiu recuperar a liderança e Massa subiu para terceiro. Entretanto Vettel marcou 1m46s791mil, em seguida Hamilton foi ainda mais rápido e fez 1m46s665mil.
Faltando sete minutos para a sessão terminar, Senna deu um toque no muro, o quarto do final de semana. Dessa vez porém, ele acabou quebrando a suspensão traseira direita, abandonando a classificação.
Enquanto os líderes mantinham suas posições, mais atrás o brasileiro Massa era o décimo primeiro colocado quando o cronômetro já estava zerado. Massa, Rosberg e Maldonado disputavam um lugar no Q3. Rosberg foi o sétimo, Massa não melhorou sua marca e Maldonado passou para quinto, logo perdendo a posição para Alonso. O brasileiro foi eliminado do Q3, perdendo ainda posição para Hulkenberg e Raikkonen.
Hamilton foi o líder da sessão. Os eliminados foram Hulkenberg, Raikkonen, Massa, Pérez, Ricciardo, Vergne e Senna.
Q3 — terceira parte
Em suas primeiras tentativas Vettel e Button fizeram as melhores voltas, porém Hamilton conseguiu ser quase um segundo mais rápido que seu companheiro de equipe ao fazer 1m46s362mil. Vettel ficou em terceiro após fazer 1m46s694mil, com Button entre os dois. Faltavam quase quatro minutos para o final quando apenas esses três carros haviam ido para a pista.
Com um minuto para que o cronômetro zerasse oito pilotos foram para a pista, exceção feita a Schumacher e Rosberg, que ficaram nos boxes. Em sua primeira volta, Maldonado marcou o segundo tempo, com Alonso como terceiro, posição ocupada por Vettel na sequência. Button ficou apenas na quarta posição e Hamilton, já com a pole position garantida, não melhorou seu tempo.
Hamilton ficou em primeiro seguido por Maldonado, Vettel, Button, Alonso, Di Resta, Webber, Grosjean, Schumacher e Rosberg, respectivamente.

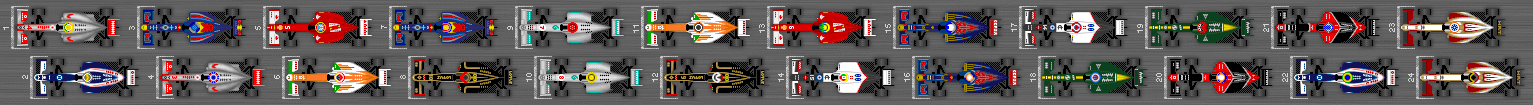
Grid de largada para a corrida.

### Corrida

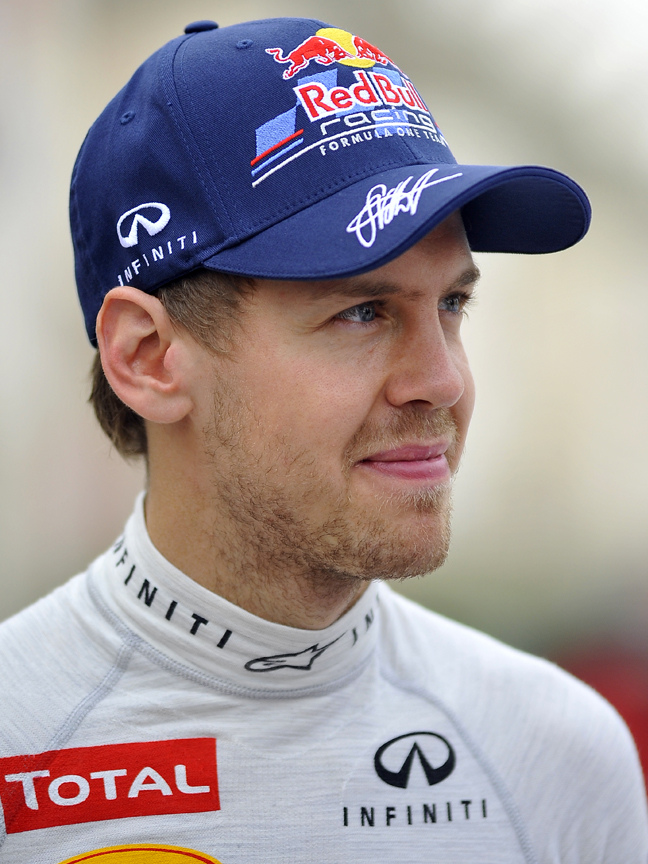
Vettel venceu a prova.

Antes da corrida ser iniciada, os pilotos fizeram um minuto de silêncio em homenagem ao Dr. Sid Watkins, neurocirurgião britânico que faleceu no dia 12 de setembro aos 84 anos. Ele foi responsável pela revolução de normas médicas e de segurança na categoria.
Na largada, os olhos estavam voltados para Maldonado, conhecido pela quantidade de incidentes em que se envolveu na temporada. Enquanto Hamilton partiu tranquilo na liderança, Maldonado da Williams tomou tanto cuidado que perdeu posição para Vettel e Button. No meio do pelotão, Petrov, que largou em 18º, se precipitou, freou tarde na primeira curva e atingiu Massa, que largara em 13º. Com o pneu traseiro esquerdo furado, Massa precisou seguir para os boxes, caindo para o último lugar.
Imprimindo um bom ritmo de prova, Hamilton manteve-se na liderança e abriu vantagem de 3 segundos sobre Vettel nas dez primeiras voltas. Button e Maldonado se descolaram da dupla, enquanto Alonso, em quinto, não conseguia se aproximar. Senna seguiu sua corrida de recuperação: ganhou 4 posições na largada e mais duas nas voltas iniciais. Em último lugar, Massa tentava se recuperar se aproximando de seu algoz Petrov.
Entre os líderes, Webber foi o primeiro a parar nos boxes, na nona volta. Seu parceiro de RBR, Vettel fez seu pit stop duas voltas depois. Hamilton parou no 12º giro e retornou à pista em terceiro, atrás de Button e Maldonado, porém reassumiu a ponta após a parada nos boxes dos rivais. Após a rodada de pit stops, a vantagem de Hamilton para Vettel passou para pouco menos de dois segundos. Em terceiro vinha Button, seguido por Maldonado e Alonso. Na 20ª volta, Massa era o 18º, e Senna o 12º. Nesta mesma volta, Massa realizou seu segundo pit stop e retornou em 21º.
Hamilton administrava a vantagem tranquilamente e seguia rumo a sua terceira vitória em quatro corridas. Porém, na 23ª, o câmbio da sua McLaren lhe pregou uma peça. Com problemas mecânicos, o britânico abandonou a prova, e Vettel assumiu a liderança. O segundo colocado passou a ser Button. Mais atrás, Alonso tentava se aproximar de Maldonado, na busca por um lugar no pódio. Os dois foram para os boxes ao mesmo tempo na volta 30. A Ferrari fez um trabalho melhor que a Williams e soltou Alonso na cola de Maldonado.
Na 33ª volta, o indiano Karthikeyan bateu no muro da curva 18 e provocou a entrada do carro de segurança. A maioria dos pilotos aproveitou o momento para realizar pit stops. Maldonado, que havia entrado nos boxes pouco antes da entrada do safety car, parou novamente e Alonso assumiu a terceira colocação. O venezuelano voltou à pista em décimo, quando recebeu pelo rádio a má notícia de que estava com problemas hidráulicos, deveria se retirar da prova. Com isso a dupla da Force India, Di Resta e Hulkenberg, se tornou quarto e quinto colocados, respectivamente, seguidos por Webber e Pérez. Senna aparecia em 14º, duas posições à frente de Massa.
Após cinco voltas sob bandeira amarela, o safety car saiu da pista para a relargada, porém teve que entrar em ação novamente logo na volta seguinte. Schumacher bateu em Vergne, que tentava ultrapassar Pérez. Depois da corrida, os comissários puniram Schumacher com a perda de dez posições no grid da corrida seguinte, o Grande Prêmio do Japão. Pouco antes do acidente, Senna e Massa já ensaiavam uma disputa pela nona posição. A nova largada foi dada na 43ª volta. E a disputa prevista entre Massa e Senna se concretizou. A batalha foi dura. Massa colocou por dentro antes da curva 13, ponto mais estreito do circuito. O piloto da Ferrari ficou espremido no muro e os dois chegaram a se tocar. Massa derrapou, mas conseguiu segurar o carro e ganhar a posição. O incidente ficou sob investigação pela direção de prova, que preferiu não punir ninguém. Na sequência, Massa ultrapassou Ricciardo e assumiu a oitava posição. Senna ainda perdeu mais uma posição, para Webber, e saiu da zona de pontuação. Voltas depois, a dupla da Sauber se envolveu em dois incidentes com Hulkenberg. Primeiro, Pérez deu um leve toque na Force India dele. Logo após, Hulkenberg tentou passar Kobayashi, os dois se tocaram, danificaram seus carros e precisaram ir para os boxes.
Na última volta, Senna abandonou a prova com problemas no carro. Após a corrida, Webber foi punido por usar a parte de fora da pista para superar Pérez, e teve 20 segundos adicionados a seu tempo total e perdeu o ponto que havia conquistado. Vettel seguiu tranquilamente na ponta para assegurar a vitória. O alemão da RBR cruzou a linha de chegada nove segundos à frente de Button. A terceira posição ficou com o líder do campeonato, Alonso.

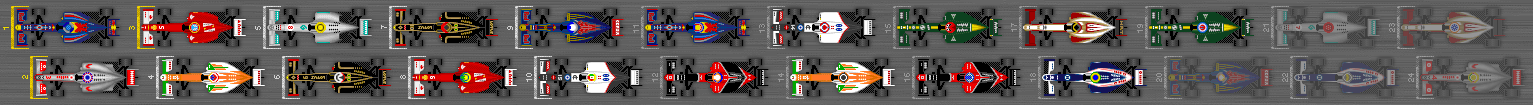
Resultado final da corrida.

## Resultados

### Treino Classificatório
| Pos                  | Nº | Piloto             | Equipe                  | Q1       | Q2        | Q3        | Voltas |
| -------------------- | -- | ------------------ | ----------------------- | -------- | --------- | --------- | ------ |
| 1                    | 4  | Lewis Hamilton     | McLaren-Mercedes        | 1:48.285 | 1:46.665  | 1:46.362  | 14     |
| 2                    | 18 | Pastor Maldonado   | Williams-Renault        | 1:49.494 | 1:47.602  | 1:46.804  | 17     |
| 3                    | 1  | Sebastian Vettel   | Red Bull Racing-Renault | 1:48.240 | 1:46.791  | 1:46.905  | 14     |
| 4                    | 3  | Jenson Button      | McLaren-Mercedes        | 1:49.381 | 1:47.661  | 1:46.939  | 15     |
| 5                    | 5  | Fernando Alonso    | Ferrari                 | 1:49.391 | 1:47.567  | 1:47.216  | 14     |
| 6                    | 11 | Paul di Resta      | Force India-Mercedes    | 1:48.028 | 1:47.667  | 1:47.241  | 18     |
| 7                    | 2  | Mark Webber        | Red Bull Racing-Renault | 1:48.717 | 1:47.513  | 1:47.475  | 17     |
| 8                    | 10 | Romain Grosjean    | Lotus-Renault           | 1:47.668 | 1:47.529  | 1:47.788  | 16     |
| 9                    | 7  | Michael Schumacher | Mercedes                | 1:49.546 | 1:47.823  | sem tempo | 14     |
| 10                   | 8  | Nico Rosberg       | Mercedes                | 1:49.463 | 1:47.943  | sem tempo | 13     |
| 11                   | 12 | Nico Hülkenberg    | Force India-Mercedes    | 1:49.547 | 1:47.975  |           | 12     |
| 12                   | 9  | Kimi Räikkönen     | Lotus-Renault           | 1:48.169 | 1:48.261  |           | 14     |
| 13                   | 6  | Felipe Massa       | Ferrari                 | 1:49.767 | 1:48.344  |           | 12     |
| 14                   | 15 | Sergio Pérez       | Sauber-Ferrari          | 1:49.055 | 1:48.505  |           | 14     |
| 15                   | 16 | Daniel Ricciardo   | Toro Rosso-Ferrari      | 1:49.023 | 1:48.774  |           | 13     |
| 16                   | 17 | Jean-Éric Vergne   | Toro Rosso-Ferrari      | 1:49.564 | 1:48.849  |           | 14     |
| 17                   | 19 | Bruno Senna        | Williams-Renault        | 1:49.809 | sem tempo |           | 101    |
| 18                   | 14 | Kamui Kobayashi    | Sauber-Ferrari          | 1:49.933 |           |           | 8      |
| 19                   | 21 | Vitaly Petrov      | Caterham-Renault        | 1:50.846 |           |           | 6      |
| 20                   | 20 | Heikki Kovalainen  | Caterham-Renault        | 1:51.137 |           |           | 6      |
| 21                   | 24 | Timo Glock         | Marussia-Cosworth       | 1:51.370 |           |           | 8      |
| 22                   | 25 | Charles Pic        | Marussia-Cosworth       | 1:51.762 |           |           | 8      |
| 23                   | 23 | Narain Karthikeyan | Hispania-Cosworth       | 1:52.372 |           |           | 7      |
| 24                   | 22 | Pedro de la Rosa   | Hispania-Cosworth       | 1:53.355 |           |           | 71     |
| 107% tempo: 1:55.226 |    |                    |                         |          |           |           |        |
| Fonte:               |    |                    |                         |          |           |           |        |

Notas:
- ↑1  — Bruno Senna e Pedro de la Rosa foram punidos com cinco posições no grid por mudança da caixa de câmbio não programada.[7][8]

### Corrida
| #      | Nº | Piloto             | Equipe                  | Voltas | Tempo       | Grid | Pontos |
| 1      | 1  | Sebastian Vettel   | Red Bull Racing-Renault | 59     | 2:00:26.144 | 3    | 25     |
| 2      | 3  | Jenson Button      | Mclaren-Mercedes        | 59     | +8.9        | 4    | 18     |
| 3      | 5  | Fernando Alonso    | Ferrari                 | 59     | +15.2       | 5    | 15     |
| 4      | 11 | Paul di Resta      | Force India-Mercedes    | 59     | +19.0       | 6    | 12     |
| 5      | 8  | Nico Rosberg       | Mercedes                | 59     | +34.7       | 10   | 10     |
| 6      | 9  | Kimi Räikkönen     | Lotus-Renault           | 59     | +35.7       | 12   | 8      |
| 7      | 10 | Romain Grosjean    | Lotus-Renault           | 59     | +36.6       | 8    | 6      |
| 8      | 6  | Felipe Massa       | Ferrari                 | 59     | +42.8       | 13   | 4      |
| 9      | 16 | Daniel Ricciardo   | Toro Rosso-Ferrari      | 59     | +45.8       | 15   | 2      |
| 10     | 15 | Sergio Perez       | Sauber-Ferrari          | 59     | +50.6       | 14   | 1      |
| 11     | 2  | Mark Webber        | Red Bull Racing-Renault | 59     | +67.1       | 7    |        |
| 12     | 24 | Timo Glock         | Marussia-Cosworth       | 59     | +91.9       | 20   |        |
| 13     | 14 | Kamui Kobayashi    | Sauber-Ferrari          | 59     | +97.1       | 17   |        |
| 14     | 12 | Nico Hulkenberg    | Force India-Mercedes    | 59     | +99.4       | 11   |        |
| 15     | 20 | Heikki Kovalainen  | Caterham-Renault        | 59     | +107.9      | 19   |        |
| 16     | 25 | Charles Pic        | Marussia-Cosworth       | 59     | +132.9      | 21   |        |
| 17     | 22 | Pedro de la Rosa   | HRT-Cosworth            | 58     | +1 Volta    | 24   |        |
| 18     | 19 | Bruno Senna        | Williams-Renault        | 57     | +2 Voltas   | 22   |        |
| 19     | 21 | Vitaly Petrov      | Caterham-Renault        | 57     | +2 Voltas   | 18   |        |
| Ret    | 17 | Jean-Eric Vergne   | Toro Rosso-Ferrari      | 38     | Acidente    | 16   |        |
| Ret    | 7  | Michael Schumacher | Mercedes                | 38     | Acidente    | 9    |        |
| Ret    | 18 | Pastor Maldonado   | Williams-Renault        | 36     | Hidráulico  | 2    |        |
| Ret    | 23 | Narain Karthikeyan | HRT-Cosworth            | 30     | Acidente    | 23   |        |
| Ret    | 4  | Lewis Hamilton     | Mclaren-Mercedes        | 22     | Câmbio      | 1    |        |
| Fonte: |    |                    |                         |        |             |      |        |

## Tabela do campeonato após a corrida
Observe que somente as cinco primeiras posições estão incluídas na tabela.
|        | 1 | Fernando Alonso  | 194 |
| 2      | 2 | Sebastian Vettel | 165 |
|        | 3 | Kimi Räikkönen   | 149 |
| 2      | 4 | Lewis Hamilton   | 142 |
|        | 5 | Mark Webber      | 132 |
| Fonte: |   |                  |     |

|        | 1 | Red Bull-Renault | 297 |
|        | 2 | McLaren-Mercedes | 261 |
|        | 3 | Ferrari          | 245 |
|        | 4 | Lotus-Renault    | 231 |
|        | 5 | Mercedes         | 136 |
| Fonte: |   |                  |     |